# Альгініт

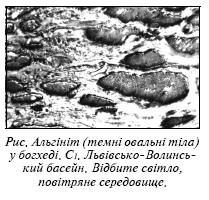

Альгініт (рос. альгинит, англ. alginite, нім. Alginit) — мацерал, який за оптичними та хімічними властивостями належить до групи ліптиніту (екзиніту). 

## Загальна характеристика
Характерний або основний мацерал сапропелітів. За походженням — це нижчі рослини, мікроскопічні колонії водоростей (зелені, синьозелені) збагачені ліпідною речовиною. Так як і сьогодні, вони жили в застійних водоймах з відкритим дзеркалом вод — прісних, солонуватих. При відмиранні утворили на дні суцільні скупчення або разом з матеріалом вищих рослин, тварин, бактерій, мінеральних речовин — сапропель. На нижчій стадії вуглефікації А. Є щільним скупченням трубчастих водоростей у вигляді гілчастих грудок. На кам'яновугільній стадії А. має округлу, овальну форму з грудкуватою або однорідною структурою. Колір блідо-жовтий в прохідному світлі і темно-коричньовий до чорного — у відбитому. На антрацитовій стадії набувають лінзовидної форми, анізотропні. У відбитому поляризованому світлі в стані прояснення А. має сірий колір на фоні білого вітриніту, а в стані згасання — світло-сірий в порівнянні з темно-сірим вітринітом. Розрізняють таломоальгініт — відокремлені екземпляри А та колоальгініт — прошарки гомогенної маси А.
Альгініт є мацералом, який зустрічається тільки в деякому специфічному вугіллі. Він не знайдений в нормальному гумусному вугіллі. Від інших мацералів групи екзиніту його можна легко відрізнити по високому вмісту водню і темному забарвленню в аншліфах в масляній імерсії. Таким чином, неможливо сплутати альгініт і спориніт, який виглядає безумовно блідішим. Альгініт утворюється з певних типів водоростей, які вперше були ідентифіковані і детально описані при вивченні прозорих шліфів. Фактично досить легко приготувати прозорі шліфи із зразків вугілля, що містять водорості (богхедів). В тонких шліфах водорості прозорі і виглядають яскравими.
У вугіллі низького ступеня метаморфізму альгініт виявляє мінімальну відбивну здатність і максимальну флуоресценцію в порівнянні зі всіма іншими мацералами. В аншліфах він чорний до темно-сірого, а в прозорих шліфах — білий до жовтого. Значна абразивна твердість альгініту обумовлює наявність в нього в аншліфах позитивного рельєфу. Альгініт має низьку густину. В хімічному відношенні він характеризується високим вмістом водню.